# Zdeněk Mácal
Zdeněk Mácal (Pronunciación checa: [maːtsal]; Brno, Checoslovaquia, 8 de enero de 1936-Praga, 25 de octubre de 2023) fue un director de orquesta checo.

## Trayectoria
Mácal empezó tomando lecciones de violín con su padre a la edad de cuatro años. Más tarde asiste al Brno Conservatory y a la Janáček Academia de Música y Artes Escénicas, donde se gradúa en 1960 con honores superiores. Se convierte en director principal de la Orquesta Sinfónica de Praga y dirige conciertos sinfónicos y óperas. Ganó en 1965 la Competición Internacional de Dirección en Besançon, Francia y en 1966 la Dimitri Mitropoulos Competition en Nueva York, bajo la dirección de Leonard Bernstein. Dejando detrás de una carrera prometedora en Checoslovaquia, deja el país después de la invasión soviética de 1968, que aplastó la Primavera de Praga, encontrando trabajo primero en laOrquesta Sinfónica de la Radio de Colonia (WDR), seguida por la Orquesta de la Radio de Hanover.
Mácal hizo su debut americano con la Orquesta Sinfónica de Chicago en 1972. Trabajo de Director Artístico de la Sinfónica de San Antonio y Director Principal del festival de Música de Parque Grant de Chicago.
Mácal trabajó de Director Musical de la Orquesta Sinfónica de Milwaukee a partir de 1986. Una gira de la orquesta por la Costa Este en 1989, fue muy bien acogida por la crítica e incluyó actuaciones en el Kennedy Center en Washington, D.C. y el Carnegie Hall en Nueva York. Hicieron un registro muy popular de Má vlast de Bedřich Smetana para Telarc Records en 1991. Durante su estancia en Milwaukee, los conciertos de la orquesta fueron retransmitidos en más de 300 estaciones radiofónicas.
Mácal dejó Milwaukee para devenir Director Musical de la Orquesta Sinfónica  de New Jersey (NJSO) en septiembre de 1993. Delos Internacional grabó el Antonín Dvořák Stabat Mater a finales de 1994. En 1995, hizo registros de la Sinfonía núm. 2  y de la suite del ballet La Amapola Roja de Reinhold Glière. Concluyó su estancia en 2002 y consiguió el título de director emérito de la orquesta.
En 2003, Mácal fue nombrado director principal de la Filarmónica Checa. Su contrato con la orquesta era hasta 2008, pero dimitió en septiembre de 2007.
En 1977, Mácal hizo su arreglo orquestal propio de la suite para piano de Modest Músorgsky Cuadros de una Exposición.

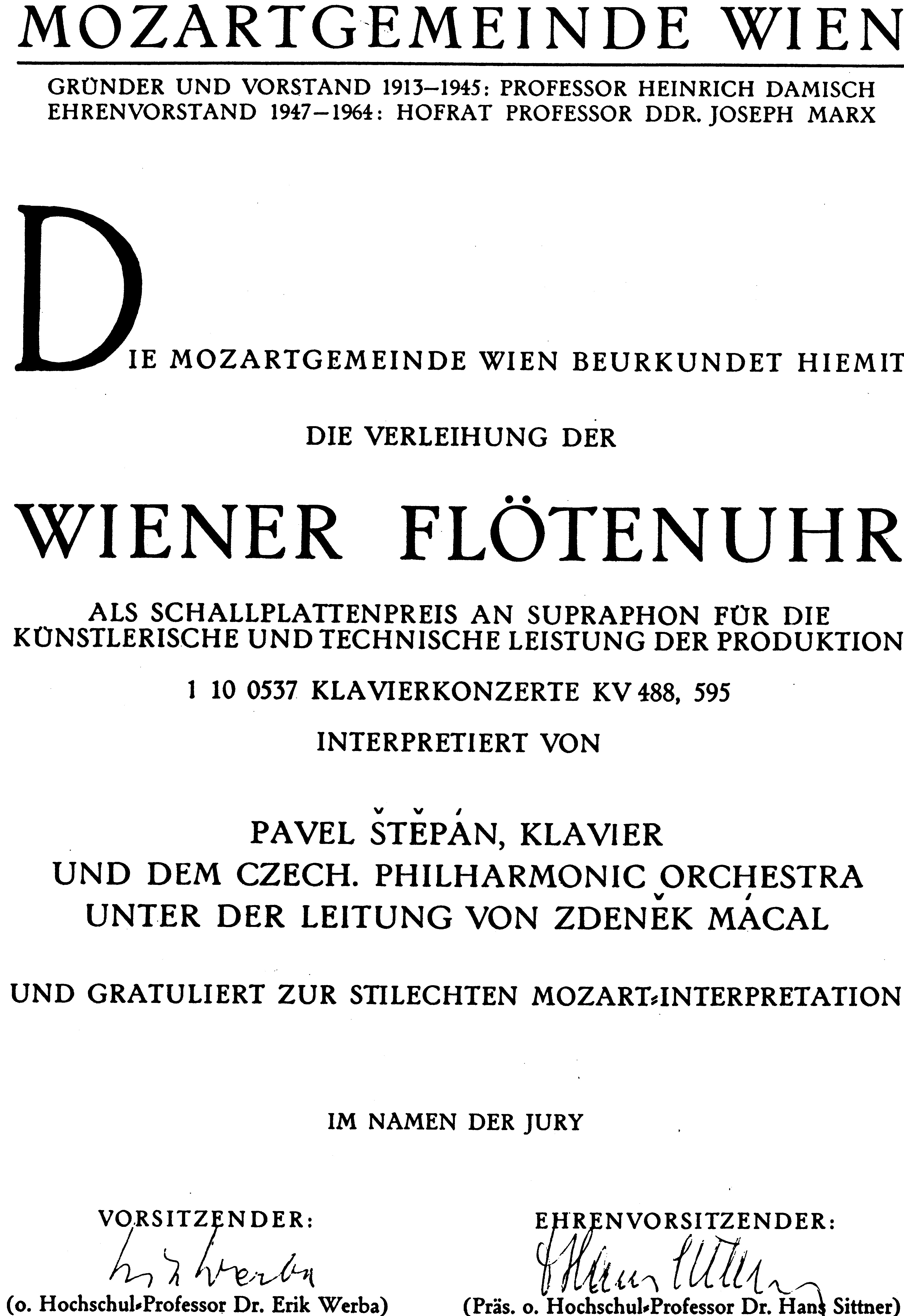
Wiener Flötenuhr 1971, Pavel Štěpán, Zdeněk Mácal, Filarmónica Checa